# Kněžice rohatá
Kněžice rohatá (Carpocoris fuscispinus) je druh ploštice z čeledi kněžicovití (Pentatomidae). Je to široce rozšířený druh v Evropě, často pozorovaný na rostlinách z čeledi miříkovité (Apiaceae).

## Popis
Kněžice rohatá dosahuje délky 11–14 mm. Tělo má typický široce oválný tvar. Zbarvení je velmi variabilní, od žlutošedého přes žlutohnědé a červenohnědé až po tmavě hnědé. Na štítu (pronotum) jsou obvykle čtyři výrazné černé skvrny. Postranní výběžky štítu jsou ostře špičaté a mírně zahnuté dozadu, což je jeden z rozlišovacích znaků tohoto druhu. Tyto výběžky mohou být užitečné pro odlišení od podobných druhů, například od kněžice purpurové (Carpocoris purpureipennis).

## Rozšíření
Kněžice rohatá se vyskytuje téměř po celé Evropě, s výjimkou nejsevernějších oblastí. Její areál zasahuje dále na východ přes Malou Asii až do západní části Číny. V České republice je běžným druhem v nížinách i pahorkatinách.

## Ekologie
Kněžice rohatá je aktivní od května do září, s vrcholem aktivity během léta. Dospělci (imaga) nové generace se objevují od července. Tento druh přezimuje ve stadiu dospělce, nejčastěji v půdě nebo pod listím. V létě je nejčastěji pozorován na rostlinách z čeledi miříkovité (Apiaceae) a hvězdnicovité (Asteraceae), na kterých saje šťávy.

## Vývoj
Samice kladou vajíčka na spodní stranu listů různých bylin. Vývoj od vajíčka po dospělce trvá přibližně 45 dní a zahrnuje pět nymfálních stádií. Mladé nymfy se živí rostlinnými šťávami a vyvíjejí se postupně.

## Význam
Kněžice rohatá není považována za významného škůdce, i když může škodit na obilninách a dalších plodinách tím, že saje šťávu z nedozrálých semen. Škodlivost je však ve srovnání s jinými druhy kněžic nízká.

## Zajímavosti
Dospělci komunikují pomocí vibrací, které nejsou slyšitelné pro člověka. Tato vibrace slouží k lákání partnerů a k vymezení teritoria.